# Popești (gmina Cocu)
Popești – wieś w Rumunii, w okręgu Ardżesz, w gminie Cocu. W 2011 roku liczyła 224 mieszkańców.